# 신숭겸 영각 유허비
신숭겸영각유허비(申崇謙影閣遺墟碑)는 대한민국 대구광역시 동구에 있는, 신숭겸 장군의 공적을 기리기 위해 1832년(순조 32)에 건립된 석비이다. 2008년 4월 10일 대구광역시의 문화재자료 제46호로 지정되었다.

## 개요
유허비(고려태사장절신공영각유허지비)는 927년(태조 10) 동수전투에서 전사한 신숭겸 장군의 공적을 기리기 위해 1832년(순조 32)에 건립된 석비로 고려의 삼국 통일과정에서 왕건군과 견훤군 사이에 일어났던 동수전투의 흔적을 이해하는데 상당한 가치가 있다.

## 참고 문헌
- 신숭겸영각유허비 - 국가유산청 국가유산포털